# Marius Marin
Marius Mihai Marin (Temesvár, 1998. augusztus 30. –) román válogatott labdarúgó, a Pisa játékosa.

## Pályafutása

### Kezdetek
2015. május 23-án 16 évesen debütált a felnőttek között, az ACS Poli Timișoara színeiben az Unirea Tărlungeni ellen a román másodosztályban. A következő idényben az SSU Politehnica Timișoarahoz igazolt a román harmadosztályba, amelyet a szezon végén meg is nyertek.
2016. augusztus végén a Sassuolo csapatához szerződött, és négyéves szerződést írt alá a klubbal, miután betöltötte a 18. életévét. Első szezonjában a klub Primavera csapatában játszott. A 2017–18-as idényben, a Serie C-ben szereplő Catanzaro csapatához került kölcsönbe.

### Pisa
A 2018–19-es szezonra ismét kölcsönbe került, ezúttal a Pisa csapatába, amellyel az idény végén feljutott a Serie B-be. 2019. július 31-én véglegesen megvásárolta a Pisa. 2020. július 3-án, a Cittadella ellen 2–0-ra megnyert bajnoki mérkőzésen szerezte felnőtt pályafutása első gólját.
2021 elején megjelent hírek arról szóltak, hogy több Serie A-ban szereplő csapat is figyeli Marint, valamint hazája két csapata is, a CFR Cluj és az FCSB. Azonban a híresztelések ellenére 2021. október 20-án meghosszabbította a szerződését a Pisával 2025-ig.
2022. augusztus 28-án, 100. alkalommal lépett pályára a Serie B-ben, a Genoa elleni 1–0-ás vereség alkalmával, amelyen a csapatkapitányi karszalagot is viselhette. 2023 októberében lejátszotta 185. mérkőzését a Pisa színeiben, ezzel ő lett a klub legtöbbször pályára lépő külföldi játékosa az összes kupasorozatot figyelembe véve.

## A válogatottban
2019. október 10-én debütált Románia U21-es válogatottjában az Ukrajna elleni Eb-selejtezőn. A mérkőzés 3–0-s román győzelemmel ért véget, azonban alig egy perccel a pályára lépése után Marin piros lapot kapott. 2021. március 14-én meghívót kapott Adrian Mutu vezetőedzőtől a Magyarország és Szlovénia által megrendezett tornára. Az első két mérkőzésen ő viselte a csapatkapitányi karszalagot, a harmadik mérkőzésen eltiltás miatt nem lehetett ott.
Részt vett a 2020. évi nyári olimpiai játékokon a román válogatottal. Mindhárom csoportmérkőzésen pályára lépett csapatkapitányként, viszont Románia nem jutott tovább a csoportból.
2021. szeptember 5-én debütált a román felnőtt válogatottban, a Liechtenstein ellen 2–0-ra megnyert Vb-selejtezőn csereként állt be Darius Olaru helyére a 63. percben. A 2024-es Eb-selejtezőkön hét alkalommal lépett pályára, köztük kezdőként a Svájc ellen 1–0-ra megnyert mérkőzésen, amellyel Románia megszerezte az első helyet az I. csoportban.

## Magánélete
Marin elmondása szerint szülei anyagi gondokkal küzdöttek gyerekkorában, ezért nehezen tudták finanszírozni labdarúgó pályafutásának beindulását. Miután profi labdarúgó lett elhatározta, hogy épít a szüleinek egy házat az általa megkeresett pénzből.

## Statisztika

### Klubcsapatokban
| Klub                      | Szezon           | Bajnokság        | Bajnokság | Bajnokság | Kupa  | Kupa  | Nemzetközi | Nemzetközi | Egyéb | Egyéb | Összes | Összes |
| Klub                      | Szezon           | Liga             | Mérk.     | Gólok     | Mérk. | Gólok | Mérk.      | Gólok      | Mérk. | Gólok | Mérk.  | Gólok  |
| ------------------------- | ---------------- | ---------------- | --------- | --------- | ----- | ----- | ---------- | ---------- | ----- | ----- | ------ | ------ |
| ACS Poli Timișoara        | 2014–15          | Liga II          | 2         | 0         | 0     | 0     | —          | —          | —     | —     | 2      | 0      |
| ASU Politehnica Timișoara | 2015–16          | Liga III         | ?         | ?         | ?     | ?     | —          | —          | —     | —     | ?      | ?      |
| Sassuolo                  | 2016–17          | Serie A          | 0         | 0         | 0     | 0     | —          | —          | —     | —     | 0      | 0      |
| Catanzaro (kölcsön)       | 2017–18          | Serie C          | 28        | 0         | 2     | 0     | —          | —          | —     | —     | 30     | 0      |
| Pisa (kölcsön)            | 2018–19          | Serie C          | 30        | 0         | 3     | 0     | —          | —          | 5     | 0     | 38     | 0      |
| Pisa                      | 2019–20          | Serie B          | 29        | 1         | 1     | 0     | —          | —          | —     | —     | 30     | 1      |
| Pisa                      | 2020–21          | Serie B          | 33        | 2         | 2     | 0     | —          | —          | —     | —     | 35     | 2      |
| Pisa                      | 2021–22          | Serie B          | 35        | 0         | 1     | 0     | —          | —          | 4     | 0     | 40     | 0      |
| Pisa                      | 2022–23          | Serie B          | 33        | 1         | 1     | 0     | —          | —          | —     | —     | 34     | 1      |
| Pisa                      | 2023–24          | Serie B          | 33        | 2         | 1     | 0     | —          | —          | —     | —     | 34     | 2      |
| Pisa                      | Összesen         | Összesen         | 193       | 6         | 9     | 0     | 0          | 0          | 9     | 0     | 211    | 6      |
| Karrier összesen          | Karrier összesen | Karrier összesen | 218       | 6         | 11    | 0     | 0          | 0          | 9     | 0     | 238    | 6      |

Jegyzetek
1. ↑  Tartalmazza: Olasz Kupa és Olasz Kupa Serie C
2. ↑  Mérkőzése(i) a Serie C rájátszásban
3. ↑  Mérkőzése(i) a Serie B rájátszásban

### A válogatottban
| Románia  | Románia | Románia |
| Év       | Mérk.   | Gólok   |
| -------- | ------- | ------- |
| 2021     | 2       | 0       |
| 2022     | 6       | 0       |
| 2023     | 7       | 0       |
| 2024     | 2       | 0       |
| Összesen | 17      | 0       |

## Sikerei, díjai
ACS Poli Timișoara
- Román másodosztály bajnok: 2014–15

 ASU Politehnica Timișoara
- Román harmadosztály bajnok: 2015–16[2]

Egyéni
- A Pisa legtöbbször pályára lépő külföldi játékosa az összes kupasorozatot figyelembe véve: 189

## Fordítás
- Ez a szócikk részben vagy egészben  a   Marius Marin című angol Wikipédia-szócikk fordításán alapul.  Az eredeti cikk szerkesztőit annak laptörténete sorolja fel. Ez a jelzés csupán a megfogalmazás eredetét és a szerzői jogokat jelzi, nem szolgál a cikkben szereplő információk forrásmegjelöléseként.

#### Közösségi platformok
- Marius Marin az Instagramon

#### Egyéb weboldalak
- Marius Marin adatlapja a National Football Teams oldalán (angolul)
- Marius Marin adatlapja a Transfermarkt oldalon (angolul)
- Marius Marin adatlapja a Soccerway oldalon (angolul)
- Marius Marin adatlapja a RomanianSoccer oldalán (románul)
- Marius Marin adatlapja a TuttoCalciatori oldalán (olaszul)